# E la chiamano estate (programma televisivo 2020)
E la chiamano estate è un programma televisivo italiano condotto da Federico Quaranta, Laura Forgia e Manila Nazzaro in onda su Rai 2 in seconda serata nel periodo estivo dal 5 al 26 agosto 2020.

## Il programma
Nelle quattro puntate del programma i presentatori visiteranno alcune famose zone turistiche d'Italia (Salento, Trentino, Romagna e Sardegna), per raccontare come gli italiani trascorrono le vacanze ai tempi della pandemia di COVID-19.
Il programma, per la regia di Massimiliano Sbarra, è scritto da Giuseppe Bosin, Angela Costantino, Francesca Di Rocco, Maria Grazia Giacente, Federico Quaranta e Nicola Zanfardino; ed è a cura di Gianluca Falessi e Simona Fuso.

## Edizioni
| Edizioni | Anno | Inizio   | Fine      | Conduttori        | Conduttori   | Conduttori     | Telespettatori | Share |
| -------- | ---- | -------- | --------- | ----------------- | ------------ | -------------- | -------------- | ----- |
| 1ª       | 2020 | 5 agosto | 26 agosto | Federico Quaranta | Laura Forgia | Manila Nazzaro | 383.000        | 3,65% |

## Ascolti
| Puntata | Località | Messa in onda  | Telespettatori | Share |
| ------- | -------- | -------------- | -------------- | ----- |
| 1ª      | Salento  | 5 agosto 2020  | 441.000        | 4,2%  |
| 2ª      | Trentino | 12 agosto 2020 | 381.000        | 3,7%  |
| 3ª      | Sardegna | 19 agosto 2020 | 307.000        | 3,1%  |
| 4ª      | Romagna  | 26 agosto 2020 | 403.000        | 3,6%  |